# 统一书号
中华人民共和国原国内统一书号（常簡稱统一书号，外文书籍也使用“CSBN W……”的格式，但“中国标准书号”1986年之后被赋予了新的含义）是中国内地给正式出版的图书的分配的统一号码，印在书的封底或版权页上。统一书号自1956年起实行，1986年被国际标准书号取代。只有臨時性印刷品、無書名頁的單張美術印刷品、各級技術標準文獻和不加封面的出版物如樂譜獲得豁免，可以繼續使用统一书号。
統一書號出現之前，各出版社有自己的書號；出現之后，出版社在出版物末尾標寫“統一書號：……|定價：……　　本社書號：……”。有的則標“科技新書目　……”（“科技新書目”書號），至今可見。

## 格式
由“人大法”大类号、出版社代号和此书在该社出版时的种次号三部分组成。第一、二部分与第三部分之间用圆点（·）相隔，圆点前有四至七位数，圆点前的三至五位数为出版社代号（1986年前为固定三位，另外编号，1987年后为三至五位，与国际标准书号出版社编号相同），余下数字为“人大法”大类号，圆点后为种次号。
另有第四部分，可爲空（普通圖書）、M（少數民族語言）、K（中小學課本）、W（外國語言）、R（少年儿童读物）、T（通俗读物）或混合（如MK代表少數民族語言中小學課本）。